# Justė Jocytė
Justė Jocytė, née le 19 novembre 2005 à Washington (district de Columbia), États-Unis, est une joueuse lituanienne et américaine de basket-ball.

## Biographie
Elle est née à Washington D.C., ce qui lui vaut d'avoir également la nationalité américaine, son père ayant joué à l’université du Nebraska avant d'être diplomate à l’ambassade de Lituanie à Washington. Il pratique le basket-ball durant ses études universitaires avec les Cornhuskers du Nebraska, avant de jouer pour le club lituanien de KK Olimpas. Le premier club de Justė est à Palanga, où elle est entraînée par Daiva Mažionienė. Deux ans plus tard, elle rejoint Klaipėda sous la direction de Ramunė Kumpienė. Très précoce, elle se fait remarquer dans son pays durant la saison 2018-2019 où avec Knašiaus elle domine à la fois le championnat U14 (30,0 points, 14,1 rebonds, 3,4 passes décisives, 3,6 interceptions et 3,1 contres en 24 minutes) et le championnat U16 (21,6 points, 14,5 rebonds, 10,1 passes décisives, 3,6 interceptions et 2,5 contres en 34 minutes). Durant l'été 2019, elle dispute à 13 ans le Championnat d'Europe U16 où ses moyennes atteignent 19,6 points, 8,3 rebonds et 2,1 passes décisives, ce qui lui vaut d'être élue dans le cinq idéal du tournoi, avec 33 points et 9 rebonds lors de la finale perdue (66-73) face à la Russie.
Le 11 octobre 2019, pour sa première rencontre avec Neptūnas Klaipėda dans l'élite du championnat lituanien avec Klaipėdos Neptūnas, ses statistiques sont de 21 points, 5 rebonds et 5 passes décisives lors d'une victoire 81 à 59 contre VIČI-Aistės Kaunas,. Elle n'a pas encore fêté son quatorzième anniversaire quand est annoncée sa sélection en équipe nationale en vue des qualifications pour le championnat d'Europe 2021. Elle honore le 14 novembre sa première sélection face à l'Albanie, cinq jours avant ses 14 ans. Elle inscrit 4 points à 2 tirs réussis sur 4 et donne 3 passes décisives en 9 minutes de jeu.
Après une rencontre avec le président du club Tony Parker, l'ASVEL annonce en novembre sa signature pour trois ans pour intégrer dès décembre l'Académie du club et rapidement s'entraîner avec l'équipe professionnelle. Le 8 décembre 2019, à l'âge de 14 ans et 19 jours, elle devient, face à Saint-Amand, la plus jeune joueuse à entrer en jeu en Ligue féminine de basket. Sa progression est freinée par une grave blessure en 2023-2024, mais elle réalise une excellente saison 2024-2025 avec plus 11 points par rencontre en Boulangère Wonderligue, ainsi qu’en EuroCoupe, ce qui lui vaut d'être sélectionnée en cinquième choix de la draft WNBA 2025 par les Valkyries de Golden State. Élue meilleure jeune du championnat d'Europe 2025, elle signe durant l'été 2025 avec Uni Gérone CB, qui est qualifié pour l'Euroligue.

## Palmarès

### Sélection nationale
- Médaille d'argent au Championnat d'Europe des moins de 16 ans 2019
- Médaille d’or au Championnat d'Europe des moins de 18 ans 2022

### En club
- Vainqueur de l'Eurocoupe : 2023[13]
- Vainqueur du Championnat de France : 2023[14]
- Finaliste du Championnat de France : 2021-22[15]

## Distinctions personnelles
- Meilleur cinq du Championnat d'Europe U16 2019
- Meilleur cinq du Championnat d'Europe U18 2022
- Meilleure joueuse du Championnat d'Europe U18 2022
- Meilleure basketteuse lituanienne de l'année : 2022[16]